# Quiero Volver
Quiero Volver – drugi studyjny album argentyńskiej piosenkarki TINI. Oficjalnie został wydany 12 października 2018 roku na wszystkich platformach streamingowych oraz w wersji fizycznej. W Polsce wyjątkowo na wersję fizyczną fani musieli czekać do 26 października 2018 roku. Powodem było zbyt późne otrzymanie materiałów do stworzenia polskiej wersji płyty. Album został wydany pod marką Hollywood Records. Album promowany jest międzynarodową trasą koncertową Quiero Volver Tour.

## Lista utworów[3]
| Lp. | Tytuł             | Wykonawcy                          | Czas trwania |
| 1.  | "Quiero Volver"   | Martina Stoessel, Sebastian Yatra  | 4:48         |
| 2.  | „Flores”          | Martina Stoessel                   | 3:21         |
| 3.  | „Princesa”        | Martina Stoessel, Karol G          | 3:23         |
| 4.  | „Like That”       | Martina Stoessel                   | 2:54         |
| 5.  | „Por Que Te Vas”  | Martina Stoessel, Cali y El Dandee | 3:27         |
| 6.  | „Waves”           | Martina Stoessel                   | 3:10         |
| 7.  | „Consejo de Amor” | Martina Stoessel, Morat            | 3:19         |
| 8.  | „Never Ready”     | Martina Stoessel                   | 3:30         |
| 9.  | „Love Is Love”    | Martina Stoessel                   | 2:57         |
| 10. | "Te Quiero Más"   | Martina Stoessel, Nacho            | 3:25         |
| 11. | "Respirar"        | Martina Stoessel                   | 3:05         |

## Notowania i certyfikacje

### Notowania tygodniowe
| Lista (2018)                     | Najwyższa pozycja |
| -------------------------------- | ----------------- |
| Argentyna (CAPIF)                | 1                 |
| Austria (Ö3 Austria)             | 22                |
| Belgia (Ultratop Walonia)        | 138               |
| Francja (SNEP)                   | 106               |
| Hiszpania (PROMUSICAE)           | 11                |
| Niemcy (Offizielle Top 100)      | 26                |
| Polska (OLiS)                    | 49                |
| Szwajcaria (Schweizer Hitparade) | 40                |
| Włochy (FIMI)                    | 77                |

### Certyfikaty
| Państwo   | Status          |
| --------- | --------------- |
| Argentyna | złota płyta     |
| Peru      | złota płyta     |
| Kolumbia  | złota płyta     |
| Ekwador   | złota płyta     |
| Chile     | platynowa płyta |